# François Spoerry
François Spoerry (* 28. Dezember 1912 in Mülhausen, Elsass; † 11. Januar 1999 in Port Grimaud) war ein französischer Architekt.

## Leben
Der Sohn aus einer begüterten Industriellenfamilie erwarb 1943 das Diplom der École des Beaux Arts von Marseille. Als Angehöriger der Résistance wurde er ebenso wie seine Schwester Anne verhaftet und in die KZ Buchenwald und Dachau deportiert. Nach dem Krieg eröffnete er ein Architekturbüro in seiner Heimatstadt und war bei deren Wiederaufbau stark beteiligt. Unter anderem errichtete er den Wilson-Turm, den Europaturm (letzteren mit rotierendem Restaurant an der Spitze) und Hochhäuser, die sich von seinen späteren Realisationen deutlich unterschieden.
Weithin bekannt wurde Spoerry durch seine Abkehr vom Urbanismus des Congrès Internationaux d’Architecture Moderne (CIAM) und durch seine Zuwendung zu traditionellen Modellen der Stadtgestaltung, im Falle des nach dem Vorbild von Venedig gestalteten Port Grimaud. Zum Unterschied von der wenig späteren Architektur der Postmoderne, als deren Vorläufer er gelten kann, weist diese Umkehr keinerlei ironische Brechung auf.
Nach Spoerry sind ein Platz in Port Grimaud und – seit Juni 2007 – eine Straße in Mülhausen benannt.

## Hauptwerke

Europaturm in Mülhausen

- Cité lacustre von Port Grimaud in der Bucht von Saint-Tropez
- Port-Cergy in Cergy-Pontoise
- Europaturm in Mülhausen
- Puerto Escondido in Mexiko,
- Port-Liberté bei New York City
- Porto Cervo in Sardinien
- Port-Louis in Louisiana
- Ferienanlage Bendinat in Palma

## Schriften
- mit Paul Léauté: Une ville qui réduirait la violence. In: Sécurité et liberté. La documentation française, 1980.
- L'Architecture douce. Édition Robert Laffont, 1977.